# La Mare aux diams
La Mare aux diams (titre original : Scorpion Reef) est un roman policier de l'écrivain américain Charles Williams, paru en 1955, puis ressorti en 1983 aux États-Unis, grâce à l'intervention d'Allison Williams.
Le roman est traduit en français en 1956 par Henri Robillot pour le compte des éditions Gallimard

## Résumé
Un voilier désert, dérivant dans le Golfe du Mexique intrigue l'équipage d'un pétrolier parce qu'il y avait encore quelqu'un à bord moins d'une heure avant. Ils récupèrent 80 000 dollars et un carnet de bord se terminant par des mots mystérieux, intriguent le capitaine, qui va lire l'histoire.
Bill Manning rencontre une ravissante femme, et, parce qu'elle l'intrigue, il la suivra là où elle voudra, et s'attirera un tas d'ennuis. 
Plongeur professionnel à Sanport, ville portuaire probablement du côté de la Louisiane, William « Bill » Stacey Manning gagne sa vie en effectuant des plongées pour le compte de particuliers. Un jour, Shannon Wayne vient lui demander de plonger dans un lac afin de repêcher un fusil d'une grande valeur, malencontreusement tombé à l'eau lors d'une chasse aux canards. Le héros est quelque peu étonné, pour plusieurs raisons, mais remonte quand même l'arme, pensant beaucoup à un coup monté par la jolie femme. Se séchant dans la cabane, deux hommes qui ne veulent pas de bien à Mme Wayne, veulent la faire parler à propos de l'endroit où est caché son mari. Manning intervient, et les fait fuir. Malheureusement, il est entré dans l'affaire.

## Éditions françaises
- Série noire no 334, 1956 ;
- La Poche noire no 122, 1970 ;
- Carré noir no 296, 1978 ;
- Folio no 1954, 1988 ;
- Folio policier no 372, 2005.